# Nicolò Beregan
Nicolò Beregan, anche Berengani o Bergani (Vicenza, 21 febbraio 1627 – Venezia, 17 dicembre 1713), è stato un poeta, librettista e avvocato italiano.

## Biografia
Beregan era un noto avvocato di Venezia, oltre ad essere ben reputato come letterato e filologo. Dal 1656 al 1660 visse in esilio a causa di una faida personale contro un mercante tedesco. Era membro di tre accademie: dei Dodonei a Venezia, dei Concordi a Ravenna e dei Gelati a Bologna. Inoltre fu in legame con la corte imperiale di Vienna e intrattenne un rapporto di corrispondenza con Giovanni Federico di Brunswick-Lüneburg, un importante sostenitore militare e musicale di Venezia.
Il libretti di Beregan, la maggior parte dei quali sono scritti con carattere eroico, furono musicati dai più famosi compositori dell'epoca e furono impiegati come modelli da librettisti successivi come Pietro Pariati.

## Libretti
- L'Annibale in Capua (musicato da Pietro Andrea Ziani, 1661; musicato da Vincenzo Tozzi, 1664; musicato come Hannibal in Capua da Georg Caspar Schürmann, 1724)
- Il Tito (musicato da Antonio Cesti, 1666)
- Genserico (musicato da Antonio Cesti, 1669; musicato da Gian Domenico Partenio, 1669)
- L'Heraclio (musicato da Pietro Andrea Ziani, 1671)
- L'Ottavio Cesare Augusto (musicato da Giovanni Legrenzi, 1682; musicato come Ottaviano da Giuseppe Antonio Vincenzo Aldrovandini, 1697)
- Giustino (musicato da Giovanni Legrenzi, 1683; musicato da Alessandro Scarlatti, 1684; musicato da Antonio Vivaldi, 1724)
- La Fedeltà consolata dalla Speranza (serenata; musicato da Antonio Giannettini, 1685)
- Amor sincero (serenata; musicato da Antonio Giannettini, 1686)